# Ekibastuz GRES-2

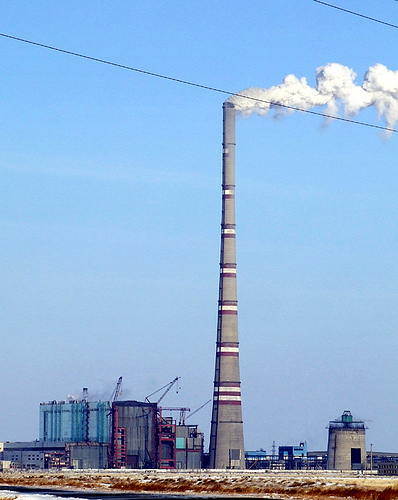
Ekibastuz GRES-2

Ekibastuz GRES-2 je uhelná elektrárna ve městě Ekibastuz na severovýchodě Kazachstánu. Její výstavba byla dokončena v roce 1987 a její výkon dosahuje 1000 MW. Původně bylo naplánováno, že bude mít celá elektrárna 5000 MW s tím, že každý blok bude mít výkon 500 MW. První blok byl uveden do provozu v roce 1990 a druhý o tři roky později. Další byly plánovány, ale realizace se nakonec nedočkaly. Nachází se zde komín, který je se svou výškou 419,7 metrů nejvyšším komínem na světě.